# Francis Pélissier
Francis Pélissier (13. juni 1894 – 22. februar 1959) var en fransk professionel landevejscykelrytter fra Paris. Han var bror til Tour de France-vinderen Henri Pélissier. Han vandt adskillige klassikere som Paris-Tours, Bordeaux-Paris og Grand Prix Wolber. Han har også vundet det franske mesterskab i landevejscykling tre gange (1921, 1923 and 1924) og to etaper i Tour de France.